# HIV-Protease
Die HIV-Protease (PR, HIV-Prot) ist ein Enzym aus der Gruppe der Aspartatproteasen. Ihre genetische Information ist in dem RNA-Genom des HI-Virus enthalten. Sie ist für die Vermehrung des Virus notwendig.

## Aufgabe
Die Aufgabe der HIV-Protease besteht darin, neu synthetisierte Virusproteine an bestimmten Stellen der Polypeptidkette hydrolytisch zu spalten (limitierte Proteolyse). Dadurch werden die Virusproteine in ihre funktionelle Form überführt, man spricht von Reifung der Proteine. Ohne die HIV-Protease ist eine Neubildung infektiöser Viren nicht möglich. Daher führt eine Inaktivierung der HIV-Protease – beispielsweise durch Mutation des Gens oder einen Inhibitor – zur Unterbrechung des Lebenszyklus des HI-Virus, das sich nicht mehr vermehren und weitere Zellen infizieren kann.

## Inhibitoren
Als mögliches Substrat reicht bereits ein Heptapeptid, das bevorzugt zwischen Phenylalanin und Prolin gespalten wird. Diole als mögliche Inhibitoren können den tetraedrischen Carboxylhydratzwischenzustand bei der Hydrolyse nachahmen. Aus dem Heptapeptid, den alkoholischen Hydroxygruppen und einer Steigerung des hydrophoben Charakters der Nebenketten der endständigen Aminosäuren wurde der Wirkstoff Saquinavir, welcher bereits zur HIV-Behandlung verwendet wird, entwickelt.
Aufgrund der schnellen Resistenzentwicklung des HI-Virus werden Medikamente meist als Kombination in Form einer antiretroviralen Therapie eingesetzt. Andere Angriffspunkte für die medikamentöse Therapie einer HIV-Infektion sind u. a. das Enzym Reverse Transkriptase, Unterbindung der Anlagerung des Virus an die Zellmembran und die Fusion mit dieser sowie der Zusammenbau neuer Viren in der infizierten Zelle.

## Forschung
Da der Lebenszyklus ohne die HIV-Protease unterbrochen wird, ist die HIV-Protease, als möglicher Ansatzpunkt für Medikamente gegen HIV, von großem wissenschaftlichen Interesse.
Unter anderem versucht auch das Grid-Computing-Projekt FightAIDS@Home ein Medikament zur Hemmung der HIV-Protease zu finden.